# نادي أنصار حوارة
نادي أنصار حوارة الرياضي هو نادي كرة القدم لبناني، تأسس النادي في عام 1988، ويقع مقره في حوارة، في 2019 تأهل إلى الدوري اللبناني - الدرجة الثانية.